# Albufeira de Brokopondo
A Albufeira de Brokopondo (frequentemente designada pelo seu nome na língua neerlandesa de Prof. Dr. Ir. W.J. van Blommestein ou Brokopondostuwmeer) é um enorme lago artificial no Suriname. Recebeu o seu nome neerlandês como homenagem ao engenheiro hidráulico Willem Johan van Blommestein. Tem uma área de cerca de 1560 km², dependendo esta do nível da água. É um dos maiores lagos artificiais do mundo. As suas coordenadas aproximadas são 4° 48′ N, 55° 04′ O.
O lago artificial foi criado com a construção de uma barragem no rio Suriname, entre 1961 e 1964. A barragem atinge 54 m de altura, e fica perto da localidade de Brokopondo. Ao contrário do longo nome oficial, os locais falantes de neerlandês chamam-lhe mais simplesmente Brokopondomeer.
A barragem foi construída para fornecer eletricidade às fábricas que processam a bauxite e a transformam depois em alumínio, operadas pela Suralco, a empresa de alumínio do Suriname, subsidiária da Alcoa. A barragem fomentou o desenvolvimento industrial do país, e trouxe outros benefícios menos óbvios, como a retração do nível de salinidade no rio Suriname, melhorias na capacidade de irrigação durante tempos de seca, aumento do turismo e a constituição de um grande habitat para peixes, que permite também a sua exploração piscícola.